# أندرو سكالي
أندراي سكالي (Andrzej "Andrew" Viktor Schally) ـ (ولد في فيلنو (فيلنيوس حالياً) في 30 نوفمبر 1926) طبيب أمريكي من أصل بولندي مختص في علم الغدد الصماء. تقاسم جائزة نوبل في الطب سنة 1977 مع الفرنسي روجه غيومين والأمريكية روزالين يالو.

## روابط خارجية
- أندرو سكالي على موقع الموسوعة البريطانية (الإنجليزية)
- أندرو سكالي على موقع مونزينجر (الألمانية)
- أندرو سكالي على موقع إن إن دي بي (الإنجليزية)